# Rogério Micale
Mário Rogério Reis Micale (Salvador, 28 marzo 1969) è un allenatore di calcio brasiliano, tecnico dell'Egitto Under-23.

## Carriera

### Nazionale
Il 9 maggio 2015 è stato scelto come selezionatore per la Nazionale Under-20 del Brasile, in vista dei Mondiali Under-20 2015 che concluderà al secondo posto.
Nel giugno 2016, a seguito all'esonero del CT Dunga, Micale viene scelto per guidare la Nazionale Olimpica alle Olimpiadi di Rio 2016.

## Statistiche

### Statistiche da allenatore

#### Nazionale brasiliana Olimpica
| Squadra          | Naz                | da             | a              | Record | Record | Record | Record     | Record | Record | Record | Record |
| G                | V                  | N              | P              | GF     | GS     | DR     | Vittorie % |        |        |        |        |
| ---------------- | ------------------ | -------------- | -------------- | ------ | ------ | ------ | ---------- | ------ | ------ | ------ | ------ |
| Brasile Olimpica | Brasile (bandiera) | 16 giugno 2016 | 31 agosto 2016 | 6      | 3      | 3      | 0          | 13     | 1      | +12    | 50,00  |

| Cronologia completa delle presenze e delle reti in nazionale ― Brasile olimpica | Cronologia completa delle presenze e delle reti in nazionale ― Brasile olimpica | Cronologia completa delle presenze e delle reti in nazionale ― Brasile olimpica | Cronologia completa delle presenze e delle reti in nazionale ― Brasile olimpica | Cronologia completa delle presenze e delle reti in nazionale ― Brasile olimpica | Cronologia completa delle presenze e delle reti in nazionale ― Brasile olimpica | Cronologia completa delle presenze e delle reti in nazionale ― Brasile olimpica | Cronologia completa delle presenze e delle reti in nazionale ― Brasile olimpica |
| Data                                                                            | Città                                                                           | In casa                                                                         | Risultato                                                                       | Ospiti                                                                          | Competizione                                                                    | Reti                                                                            | Note                                                                            |
| ------------------------------------------------------------------------------- | ------------------------------------------------------------------------------- | ------------------------------------------------------------------------------- | ------------------------------------------------------------------------------- | ------------------------------------------------------------------------------- | ------------------------------------------------------------------------------- | ------------------------------------------------------------------------------- | ------------------------------------------------------------------------------- |
| 4-8-2016                                                                        | Brasilia                                                                        | Brasile olimpica                                                                | 0 – 0                                                                           | Sudafrica olimpica                                                              | Olimpiadi 2016 - 1º turno                                                       | -                                                                               | Cap: Neymar                                                                     |
| 8-8-2016                                                                        | Brasilia                                                                        | Brasile olimpica                                                                | 0 – 0                                                                           | Iraq olimpica                                                                   | Olimpiadi 2016 - 1º turno                                                       | -                                                                               | Cap: Neymar                                                                     |
| 11-8-2016                                                                       | Salvador de Bahia                                                               | Danimarca olimpica                                                              | 0 – 4                                                                           | Brasile olimpica                                                                | Olimpiadi 2016 - 1º turno                                                       | 2 Gabriel Barbosa Gabriel Jesus Luan                                            | Cap: Neymar                                                                     |
| 14-8-2016                                                                       | Sao Paolo                                                                       | Brasile olimpica                                                                | 2 – 0                                                                           | Colombia olimpica                                                               | Olimpiadi 2016 - Quarti di finale                                               | Neymar Luan                                                                     | Cap: Neymar                                                                     |
| 17-8-2016                                                                       | Rio de Janeiro                                                                  | Brasile olimpica                                                                | 6 – 0                                                                           | Honduras olimpica                                                               | Olimpiadi 2016 - Semifinale                                                     | 2 Neymar 1 (rig.) 2 Gabriel Jesus Marquinhos Luan                               | Cap: Neymar                                                                     |
| 20-8-2016                                                                       | Rio de Janeiro                                                                  | Brasile olimpica                                                                | 1 – 1 dts (5 - 4 dcr)                                                           | Germania olimpica                                                               | Olimpiadi 2016 - Finale                                                         | Neymar                                                                          | Cap: Neymar                                                                     |
| Totale                                                                          |                                                                                 | Presenze                                                                        | 6                                                                               |                                                                                 | Reti                                                                            | 13                                                                              |                                                                                 |

#### Nazionale egiziana Olimpica
| Squadra         | Naz               | da             | a             | Record | Record | Record | Record     | Record | Record | Record | Record |
| G               | V                 | N              | P             | GF     | GS     | DR     | Vittorie % |        |        |        |        |
| --------------- | ----------------- | -------------- | ------------- | ------ | ------ | ------ | ---------- | ------ | ------ | ------ | ------ |
| Egitto Olimpica | Egitto (bandiera) | 1º luglio 2024 | 9 agosto 2024 | 6      | 2      | 2      | 2          | 5      | 11     | −6     | 33,33  |

| Cronologia completa delle presenze e delle reti in nazionale ― Egitto olimpica | Cronologia completa delle presenze e delle reti in nazionale ― Egitto olimpica | Cronologia completa delle presenze e delle reti in nazionale ― Egitto olimpica | Cronologia completa delle presenze e delle reti in nazionale ― Egitto olimpica | Cronologia completa delle presenze e delle reti in nazionale ― Egitto olimpica | Cronologia completa delle presenze e delle reti in nazionale ― Egitto olimpica | Cronologia completa delle presenze e delle reti in nazionale ― Egitto olimpica | Cronologia completa delle presenze e delle reti in nazionale ― Egitto olimpica |
| Data                                                                           | Città                                                                          | In casa                                                                        | Risultato                                                                      | Ospiti                                                                         | Competizione                                                                   | Reti                                                                           | Note                                                                           |
| ------------------------------------------------------------------------------ | ------------------------------------------------------------------------------ | ------------------------------------------------------------------------------ | ------------------------------------------------------------------------------ | ------------------------------------------------------------------------------ | ------------------------------------------------------------------------------ | ------------------------------------------------------------------------------ | ------------------------------------------------------------------------------ |
| 24-7-2024                                                                      | Nantes                                                                         | Egitto olimpica                                                                | 0 – 0                                                                          | Rep. Dominicana olimpica                                                       | Olimpiadi 2024 - 1º turno                                                      | -                                                                              | Cap: M.Elneny                                                                  |
| 27-7-2024                                                                      | Nantes                                                                         | Uzbekistan olimpica                                                            | 0 – 1                                                                          | Egitto olimpica                                                                | Olimpiadi 2024 - 1º turno                                                      | Ahmed Nabil Koka                                                               | Cap: M.Elneny                                                                  |
| 30-7-2024                                                                      | Nantes                                                                         | Spagna olimpica                                                                | 1 – 2                                                                          | Egitto olimpica                                                                | Olimpiadi 2024 - 1º turno                                                      | 2 Ibrahim Adel                                                                 | Cap: M.Elneny                                                                  |
| 2-8-2024                                                                       | Marsiglia                                                                      | Egitto olimpica                                                                | 1 – 1 dts (5 - 4 dcr)                                                          | Paraguay olimpica                                                              | Olimpiadi 2024 - Quarti di finale                                              | Ibrahim Adel                                                                   | Cap: M.Elneny                                                                  |
| 5-8-2024                                                                       | Lione                                                                          | Francia olimpica                                                               | 3 – 1 dts                                                                      | Egitto olimpica                                                                | Olimpiadi 2024 - Semifinale                                                    | Mahmoud Saber                                                                  | Cap: M.Elneny                                                                  |
| 8-8-2024                                                                       | Nantes                                                                         | Egitto olimpica                                                                | 0 – 6                                                                          | Marocco olimpica                                                               | Olimpiadi 2024 - Finale 3º-4º posto                                            | -                                                                              | Cap: M.Elneny                                                                  |
| Totale                                                                         |                                                                                | Presenze                                                                       | 6                                                                              |                                                                                | Reti                                                                           | 5                                                                              |                                                                                |

## Palmares

### Nazionale
- Oro olimpico: 1

Rio de Janeiro 2016